# Andrea Piron
Andrea Piron (26 oktober 2005) is een Belgisch voetballer die onder contract ligt bij KAS Eupen.

## Carrière
Piron begon zijn jeugdopleiding bij Etoile Elsautoise. Als jonge tiener maakte hij de overstap naar KAS Eupen. Op 11 april 2024 maakte hij z’n officiële debuut in het eerste elftal van Eupen: op de slotspeeldag van de Relegation Play-offs liet trainer Kristoffer Andersen hem tegen RWDM in de 87e minuut invallen. Nauwelijks enkele minuten later dwong hij Christ Makosso tot een eigen doelpunt, waardoor Eupen 2-0 voorkwam tegen de Molenbekenaars, die door deze nederlaag naar Eerste klasse B degradeerden. Eupen was een week eerder al veroordeeld tot degradatie naar Eerste klasse B. Kort na het einde van het seizoen ondertekende Piron een contract bij Eupen.

## Clubstatistieken
| Seizoen         | Club            | Land            | Competitie      | Competitie | Competitie | Beker | Beker | Supercup | Supercup | Europees | Europees | Totaal | Totaal |
| Seizoen         | Club            | Land            | Competitie      | Wed.       | Dlp.       | Wed.  | Dlp.  | Wed.     | Dlp.     | Wed.     | Dlp.     | Wed.   | Dlp.   |
| --------------- | --------------- | --------------- | --------------- | ---------- | ---------- | ----- | ----- | -------- | -------- | -------- | -------- | ------ | ------ |
| 2023/24         | KAS Eupen       | Vlag van België | Eerste klasse A | 1          | 0          | 0     | 0     | —        | —        | —        | —        | 1      | 0      |
| Carrière totaal | Carrière totaal | Carrière totaal | Carrière totaal | 1          | 0          | 0     | 0     | 0        | 0        | 0        | 0        | 1      | 0      |

Bijgewerkt op 13 juni 2024.

## Privé
- Andrea is de zoon van Sébastien Piron, die eveneens voor de eerste ploeg van KAS Eupen speelde en daarnaast ook het shirt droeg van onder andere Standard Luik, RWDM en CS Visé.[4]
- De vier jaar oudere broer van Andrea, Lucas, genoot ook een deel van zijn jeugdopleiding bij KAS Eupen.[4] Nadien speelde hij in de nationale reeksen voor RRC Hamoir en RFC Raeren-Eynatten.[4]

1 Moser ·
2 Van Genechten ·
3 Davidson ·
4 Baiye ·
7 Nuhu ·
8 Peeters ·
9 Prevljak ·
10 Charles-Cook ·
11 N'Dri ·
13 S. Keita ·
14 Deom ·
15 Magnée ·
17 Bitumazala ·
18 A. Keita ·
20 Magee ·
23 Christie-Davis ·
24 Wakaso ·
28 Paeshuyse ·
29 Alloh ·
30 Gorenc ·
33 Nurudeen ·
35 Lambert ·
47 Offermann ·
77 Oger ·
99 Roufosse ·
Coach: Still